# Pinokkio (musical)
Pinokkio is een musical. Een eerste versie werd gemaakt in 2000, en werd in België en Nederland op de planken gebracht. Een tweede versie werd in 2006 gemaakt, en werd eerst in België en later, in 2008, in Nederland herhaald.

## Productie
De musical werd gemaakt in opdracht van en door Studio 100. De musical vertelt het verhaal van Pinokkio, de lievelingspop van houtsnijder Gepetto, die dankzij de Blauwe Fee een echte jongen wordt. De tekst van de musical werd geschreven door Gert Verhulst, Danny Verbiest, Hans Bourlon en Jasper Verheugd. Zij voerden een aantal veranderingen door ten opzichte van het oorspronkelijke verhaal, waarin verschillende dieren figureren.
Het geweten van Pinokkio, in het boek een krekel, werd Pompidoe (2000) en Nina de Ballerina (2006/2008). Fox en Trot (2000, in 2006 zijn dat Fox en zijn sprekende pop Trot) vervangen de wolf en de kater en de directeur van het marionettentheater is in de musicalversie circusdirecteur Raoul. De versie van 2000 beeldt, in plaats van de Blauwe Fee, de Goede Fee af.

## Musicalnummers

### Originele Versie (2000)
1. Ouverture - Instrumentaal
2. Een Nieuwe Dag - Ensemble
3. Gepetto Is Gek - Ensemble, Juf Anna
4. Wat Zij Niet Weten - Gepetto
5. Toerelie - De Goede Fee
6. Jouw Geweten - Pompidou
7. Vader, Zoon - Gepetto, Pinokkio
8. Franse Les - Kinderen
9. Ha Ha, Pinokkio - Kinderen, Pinokkio
10. Liegen, Stelen & Bedriegen - Fox & Trot
11. Ik Was Beter Pop Gebleven - Pinokkio
12. Je Wordt Een Ster - Fox & Trot
13. Te Koop - Fox & Trot, Raoul
14. Attentie, Attentie - Raoul, Ensemble
15. Wezenlied - Kinderen
16. Luilekkerland - Grimaldini, Kinderen, Pinokkio, Fox & Trot
17. Drink, Eet, Dans & Zing - Grimaldini, Kinderen
18. Baas Van De Wereld - Grimaldini
19. Schipperskwartier - Ensemble
20. Zou Dit Liefde Zijn? - Juf Anna
21. Rollen, Rollen - Kinderen
22. Jij Was Mijn Zoon - Gepetto
23. Toerielie (Reprise) - De Goede Fee
24. Strijdlied - Gepetto, Pinokkio, Ensemble
25. Zou Dit Liefde Zijn? (Reprise) - Juf Anna, Gepetto
26. Toerielie (Reprise II)
27. Ik Ben Een Held - Ensemble

### Versie (2006)
1. Wat Zij Niet Weten (verkorte versie) - Gepetto
2. Toerelie (verkorte versie) - De Blauwe Fee
3. Vader, Zoon - Gepetto, Pinokkio
4. Een Nieuwe Dag (nieuwe versie) - Ensemble
5. Ha Ha, Pinokkio - Kinderen
6. Liegen, Stelen & Bedriegen (nieuwe versie) - Fox & Trot, Etter
7. Ik Was Beter Pop Gebleven - Pinokkio
8. Ster (nieuwe versie) - Fox & Trot, Pinokkio
9. Attentie, Attentie - Raoul, Kinderen
10. Luilekkerland (nieuwe versie) - Grimaldini, Kinderen, Nina, Gepetto, Raoul, Fox & Trot
11. Drink, Eet, Dans & Zing - Grimaldini, Kinderen
12. Baas Van De Wereld (verkorte versie) - Grimaldini
13. Zou Dit Liefde Zijn? (nieuwe versie) - Gepetto, Nina, De Blauwe Fee
14. Rollen, Rollen - Kinderen
15. Nooit Alleen / Finale - Nina, De Blauwe Fee, Ensemble

## Theatertournee
De eerste versie van de musical ging in op 7 april 2000 in de Koningin Elisabethzaal Antwerpen in première met Filip De Ceuster in de rol van Pinokkio, later dat jaar volgde een theatertour door Nederland. Op 26 maart 2006 ging een tweede versie in België van start, die in 2008 ook in de Nederlandse theaters te zien is. De première van de Nederlandse tournee was op 22 februari 2008 in het Theater aan de Parade in 's-Hertogenbosch. Bijzonder is dat de rol van Pinokkio in deze tournee wordt vertolkt door een meisje.

## Bezetting

### Vlaanderen (2000)
- Filip De Ceuster, Rob Teuwen - Pinokkio
- Frank Hoelen - Gepetto
- Maike Boerdam - Schooljuf Anna
- David Davidse - Pompidoe
- Door Van Boeckel - Fox
- Kristel Van Craen - Trot
- Dirk Van Croonenborch - Grimaldini
- Fred Van Kuyk - Raoul, de circusdirecteur
- Gerdy Swennen - Goede Fee

Ensemble: Petra Hanskens, Ine Pieters, Sofie Schoevaarts, Free Souffriau (understudy Schooljuf Anna), Neelienke Toering, Liv Van Aelst (understudy Goede Fee), Grietje Vanderheijden (understudy Trot), Dirk Bosschaert (understudy Pompidoe & Raoul, de circusdirecteur), Erwin De Brabanter (understudy Grimaldini), Gert de Schepper, Christophe Haddad, Luk Moens, Jan Schepens (understudy Fox & Gepetto), Johan Van Mechelen, Michaël Zanders en vele kinderen.

### Nederland (2000)
- Filip De Ceuster, Rob Teuwen, Stef Aerts, Jonathan Demoor - Pinokkio
- Frank Hoelen - Gepetto
- Els Bongers - Schooljuf Anna
- David Davidse - Pompidoe
- Door Van Boeckel - Fox
- Kristel van Craen - Trot
- Ben Cramer/Ralf Grevelynk - Grimaldini
- Fred Van Kuyk - Raoul, de circusdirecteur
- Gerdy Swennen - Goede Fee

Ensemble: Petra Hanskens, Ine Pieters, Sofie Schoevaarts, Free Souffriau (understudy Schooljuf Anna), Neelienke Toering, Annemieke van der Ploeg (understudy Trot & Goede Fee), Dirk Bosschaert (understudy Pompidoe & Raoul, de circusdirecteur), Erwin de Brabanter (understudy Grimaldini), Gert de Schepper (understudy Fox & Gepetto), Christophe Haddad, Luk Moens, Johan van Mechelen, Michaël Zanders en vele kinderen, waaronder Yvonne Coldeweijer.

### Vlaanderen (2006)
- Dries De Vis, Maarten Van Hove, Thomas Van Hulle - Pinokkio
- Ivan Pecnik - Geppetto
- Free Souffriau - Nina de Ballerina
- Paul Donkers - Grimaldini
- Gerdy Swennen - Blauwe Fee
- Peter Thyssen - Fox & Trot
- Dirk Lavrysen - Raoul

Ensemble: Luk Moens, Michaël Zanders, Dimitri Verhoeven, Pieter Van Nieuwenhuyze, Christian Celini, Helen Geets, Tine Brouwers, Leslie Geeraers en Lieselotte Meurisse en vele kinderen, waaronder Michiel De Meyer. 

### Nederland (2008)
- Anne Deliën - Pinokkio
- Cees Heyne - Gepetto
- Kristel Verbeke - Nina de Ballerina
- Bill van Dijk - Grimaldini
- Wieneke Remmers - Blauwe Fee
- Peter Thyssen - Fox en zijn sprekende pop Trot
- Simon Zwiers - Raoul, de circusdirecteur

Ensemble: Marit Slinger (understudy Pinokkio), Marieke Saan (understudy Nina de Ballerina), Vincent Pelupessy, Menno Leemhuis, Liesette Eising, Mart van den Hout, Dorien Ackx en Frank Lunenburg en vele kinderen.

## Crew

### België (2000)
- Regie - Jan Verbist
- Muziek - Johan Vanden Eede
- Tekst - Hans Bourlon; Danny Verbiest; Gert Verhulst
- Dialogen - Walter Van de Velde
- Koor- en orkestleiding - Steven Mintjens
- Choreografie en enscenering - Martin Michel
- Regieassistent en casting - Chris Corens
- Kostuums - Arno Bremers
- Make-up en pruiken - Harold Mertens
- Decor - Piet De Koninck; Hartwig Dobbertin
- Licht - Luc Peumans
- Geluid - Walter Rothe

'14-'18 · '40-'45 (België) · '40-'45 (Nederland) · 1830 · De 3 Biggetjes · 3 Musketiers · Aida · Albert I · Alice in Wonderland · A xXxmas Carola · Anatevka · Assepoester · Belle en het Beest · Billie Holiday · Bloedbroeders · The Bodyguard · Cabaret · Camelot · Cats · Chicago · Ciske de Rat · Cyrano de Bergerac · De Schone van Boskoop · Daens · Damiaan · Dirty Dancing · Doe Maar! · Domino · Doornroosje · Dracula · Drood · Elisabeth · Evita · Fame · De Finale · Flashdance · Foxtrot · Goodbye, Norma Jeane · Grease · Hair · High School Musical · De Jantjes · Jeanne d'Arc · Jekyll & Hyde · Jersey Boys · Jesus Christ Superstar · Kadanza · De kleine zeemeermin · Koning van Katoren · Kruimeltje · Kuifje: De Zonnetempel · Kunt u mij de weg naar Hamelen vertellen, mijnheer? · The Last Five Years · Lelies · The Lion King · The Little Mermaid · Love Story · Lover of Loser · Mamma Mia! · De man van La Mancha · Marie-Antoinette · Mary Poppins · Les Misérables · Miss Saigon · Muerto! · De Muze van Rubens · My Fair Lady · On Your Feet! · Op hoop van Zegen · Oorlogswinter · The Passion · Pauline & Paulette · The Phantom of the Opera · Pinokkio · Red Star Line · Rembrandt · Robin Hood · Romeo en Julia, van Haat tot Liefde · De Rozenoorlog · Rubens · Shhh...it happens! · Shrek · Soldaat van Oranje · Spring Awakening · De sprookjesmusical Klaas Vaak · Sneeuwwitje · The Sound of Music · Tarzan · Titanic · Turks fruit · Urinetown · De Vliegende Hollander · Wat Zien Ik?! · Wicked · The Wild Party · The Wiz · Wickie de viking de musical
    Portaal Musical